# Kanton Châteauneuf-d'Ille-et-Vilaine
Châteauneuf-d'Ille-et-Vilaine is een voormalig kanton van het Franse departement Ille-et-Vilaine. Het kanton maakte deel uit van het arrondissement Saint-Malo. Het werd opgeheven bij decreet van 18 februari 2014 met uitwerking op 22 maart 2015. Alle gemeenten werden toegevoegd aan het kanton Dol-de-Bretagne.

## Gemeenten
Het kanton Châteauneuf-d'Ille-et-Vilaine omvatte de volgende gemeenten:
- Châteauneuf-d'Ille-et-Vilaine (hoofdplaats)
- Lillemer
- Miniac-Morvan
- Plerguer
- Saint-Guinoux
- Saint-Père
- Saint-Suliac
- Le Tronchet
- La Ville-ès-Nonais